# P’ohang (Ch’ŏngjin)
P’ohang (kor. 포항구역, P'ohang-guyŏk) – jedna z 7 dzielnic Ch’ŏngjin, trzeciego pod względem liczby mieszkańców miasta Korei Północnej. Znajduje się w południowej części miasta. W 2008 roku liczyła 104 007 mieszkańców. Składa się z 14 osiedli (kor. dong). Obecnie na terenie dzielnicy prowadzony jest projekt budowy osiedla mieszkaniowego, które w założeniu władz miasta ma być podobne do powstałego w centrum stolicy nowoczesnego osiedla Ch'angjŏn.

## Historia
Jako samodzielna jednostka administracyjna dzielnica P’ohang powstała w październiku 1960 roku z połączenia należących do miasta Ch’ŏngjin osiedli Minju (w tym: Ch'ŏngsong, Suwŏn i Subuk), Namgang i Namhyang.

## Podział administracyjny dzielnicy
W skład dzielnicy wchodzą następujące jednostki administracyjne:
| Nazwa jednostki administracyjnej | Rodzaj jednostki administracyjnej | Hangul  | Hancha  |
| -------------------------------- | --------------------------------- | ------- | ------- |
| Namgang-1-dong                   | osiedle                           | 남강1동 | 南江1洞 |
| Namgang-2-dong                   | osiedle                           | 남강2동 | 南江2洞 |
| Namgang-3-dong                   | osiedle                           | 남강3동 | 南江3洞 |
| Ch'ŏngsong-1-dong                | osiedle                           | 청송1동 | 淸松1洞 |
| Ch'ŏngsong-2-dong                | osiedle                           | 청송2동 | 淸松2洞 |
| Ch'ŏngsong-3-dong                | osiedle                           | 청송3동 | 淸松3洞 |
| Suwŏn-1-dong                     | osiedle                           | 수원1동 | 水源1洞 |
| Suwŏn-2-dong                     | osiedle                           | 수원2동 | 水源2洞 |
| Subuk-1-dong                     | osiedle                           | 수북1동 | 水北1洞 |
| Subuk-2-dong                     | osiedle                           | 수북2동 | 水北2洞 |
| Subuk-3-dong                     | osiedle                           | 수북3동 | 水北3洞 |
| Namhyang-dong                    | osiedle                           | 남향동  | 南鄕洞  |
| Pukhyang-dong                    | osiedle                           | 북향동  | 北鄕洞  |
| Sanŏp-dong                       | osiedle                           | 산업동  | 産業洞  |